# Закрытое административно-территориальное образование

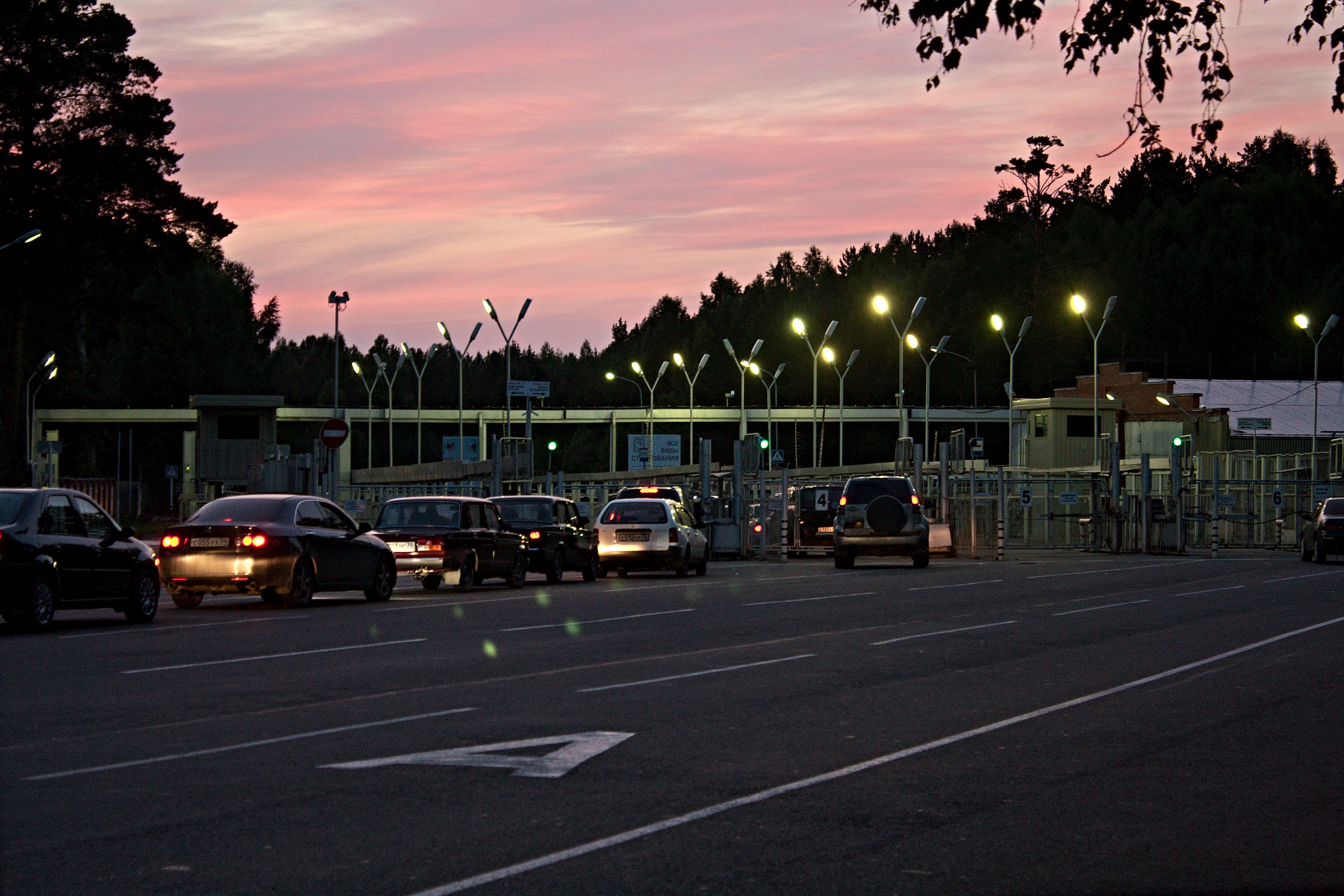
Центральный КПП в закрытом городе Северск

Закры́тое администрати́вно-территориа́льное образова́ние (ЗАТО́) — административно-территориальное образование, в границах которого расположены промышленные предприятия по разработке, изготовлению, хранению и утилизации оружия массового поражения, переработке радиоактивных и других материалов, военные и иные объекты, для которых установлен особый режим безопасного функционирования и охраны государственной тайны, включающий специальные условия проживания граждан.
В рамках административно-территориального устройства ЗАТО является административно-территориальной единицей. ЗАТО имеет органы местного самоуправления.
Определение в ОКАТО — сельские населённые пункты, посёлки городского типа, города республиканского, краевого, областного значения (подчинения), находящиеся в ведении федеральных органов государственной власти и управления.
В рамках муниципального устройства вся территория ЗАТО является территорией муниципального образования со статусом городского округа.
Решение о создании (преобразовании), реорганизации ЗАТО принимается Президентом Российской Федерации. Федеральные органы государственной власти Российской Федерации определяют полномочия органов государственной власти субъекта федерации в отношении ЗАТО, входящего в состав такого субъекта федерации.
На 2019 год в России существует 38 ЗАТО.
От ЗАТО следует отличать закрытые военные городки, к которым относятся расположенные в населённых пунктах военные городки воинских частей, имеющие систему пропусков, а также отдельные обособленные военные городки воинских частей, расположенные вне населённых пунктов.

## Описание
Первые «закрытые» города СССР были созданы во время работы над атомным проектом в период 1946—1953 годов. В те годы курировал атомный проект И. В. Сталин, руководил проектом Л. П. Берия как руководитель Спецкомитета, а организацией территорий на месте занимался П. Я. Мешик.
Во времена Советского Союза закрытые города были строго засекречены: для граждан СССР, не имеющих права доступа к секретной информации, данные о существовании таких городов и их местоположении были закрыты. Въезд на территорию был разрешён только лицам, работающим на местных предприятиях, или их родственникам с постоянной пропиской в этом городе, а посторонние могли въехать только по командировочному предписанию, разовому или временному пропуску. Все совершеннолетние жители закрытых городов давали подписку о неразглашении своего подлинного места проживания и сведений о населённом пункте. В случае поездки в отпуск или на обучение на вопросы о месте жительства полагалось отвечать в рамках типовой легенды: например, если человек проживал в Челябинске-70 (ныне Снежинск), посторонним полагалось говорить, что он из Челябинска, и т. д. За разглашение сведений о проживании в закрытом городе, его местонахождении и характере производства была предусмотрена ответственность, вплоть до уголовной.
Население ЗАТО при подсчёте статистики «раскидывалось» по другим населённым пунктам или приписывалось к крупным городам, таким как областные центры. ЗАТО чаще всего и назывались как районы городов: Челябинск-40, Томск-7, Красноярск-26, Сальск-7 и т. д. При этом для большей конспирации номера домов в таких городах часто начинались с крупных чисел, как бы продолжая улицы в «городах приписки», то же было с номерами школ, номерами маршрутов общественного транспорта и т. п. (например, см. Знаменск). Так, в закрытом городе Ленинске (ныне Байконур) в советский период школы имели номера 174, 178, 187, 211, 222, 245 (с начала 1990-х — соответственно № 2, 3, 4, 5, 6, 7).
В качестве компенсации за сложности, связанные с проживанием в закрытых городах, в советское время в них было лучше налажено снабжение, были в свободной продаже многие товары, которые в открытых населённых пунктах были дефицитом. В большинстве таких городов население получало надбавку к зарплате в размере 20 % от оклада, компенсировавшую неудобства, связанные с секретностью и закрытостью. Надбавка выплачивалась работникам всех отраслей городского хозяйства, независимо от наличия доступа к секретным сведениям. Уровень благоустройства городов также был выше среднего, была лучше развита социальная сфера и сфера обслуживания. Из-за барьера, препятствующего свободному перемещению граждан, в ЗАТО был значительно более низкий уровень преступности.
После распада СССР список ЗАТО был рассекречен и их перечень утверждён специальным законом России, который был принят в 1992 году и затем несколько раз изменялся. Вместо цифровых обозначений города получили (или восстановили прежние) отдельные названия. Многие города были открыты для посещения.
Действующий перечень ЗАТО утверждён постановлением Правительства РФ от 5 июля 2001 года № 508. В исходный текст перечня было включено 42 ЗАТО, впоследствии в него было добавлено 4 ЗАТО и исключено 8, и таким образом с апреля 2019 года в действующем перечне находятся 38 ЗАТО. По переписи 2010 года в них проживало (без учёта посёлков Сальск-7 и Балашов-13) 1 252 207 человек, то есть каждый 115-й россиянин живёт в закрытом административно-территориальном образовании. Территории ЗАТО огорожены заборами с колючей проволокой и, где позволяют географические условия, охраной, а для их посещения необходимо получить специальный пропуск, для чего нужно указать причину посещения. Порядок выдачи пропусков — разрешительный, а не уведомительный. Рядовой житель ЗАТО может ходатайствовать о выдаче пропуска на своих близких родственников только при наличии доказательств родства.
В некоторые ЗАТО граждане России и Белоруссии могут попасть на проводимое мероприятие (по предъявлении паспорта), например в Звёздный городок — на легкоатлетический забег.
В реальности режим допуска в разных ЗАТО очень сильно различается. Например, в ЗАТО Радужный Владимирской области с конца 1990-х годов де-факто существует свободный въезд граждан России, однако полиция может проверить документы у лиц, напоминающих иностранцев. В бывшем (до 1 января 2015 года) ЗАТО Большой Камень забора вообще никогда не было, а в 2012 году убрали и КПП на въезде в город. В ЗАТО Краснознаменск Московской области есть контроль документов на КПП, но при этом забор вокруг города некоторое время имел проёмы, через которые в город попадали люди, не обладавшие правом въезда в город. В 2020 году все проёмы были ликвидированы, а охрана — усилена.
В ЗАТО Саров (бывший Арзамас-16, дислокация ВНИИЭФ — основного разработчика советского и российского ядерного оружия) существует чрезвычайно строго охраняемая граница с наличием многих рядов колючей проволоки, контрольно-следовой полосой, новейшими средствами слежения и Росгвардией. Весь въезжающий автотранспорт досматривается с высокой тщательностью. Постоянный пропуск, дающий круглосуточное право на въезд и выезд, выдаётся только лицам, имеющим прописку непосредственно в городе. Всем остальным выдаются разовые или служебные месячные пропуска. Город по-прежнему остаётся закрытым и строго охраняемым.

## Специализация ЗАТО в России
- Десять ЗАТО, созданных в целях обеспечения функционирования объектов Государственной корпорации по атомной энергии «Росатом»:
  - Железногорск (Красноярск-26), Красноярский край — Горно-химический комбинат (производство плутония, хранение и переработка облучённого ядерного топлива);
  - Заречный (Пенза-19), Пензенская область — Производственное объединение «Старт» имени М. В. Проценко (сборка ядерных боеприпасов, других типов высокотехнологичного оружия и электроники);
  - Зеленогорск (Красноярск-45), Красноярский край — Электрохимический завод (газоцентрифужное производство обогащённого урана-235 и других изотопов);
  - Лесной (Свердловск-45), Свердловская область — ФГУП Комбинат «Электрохимприбор»[6] (электромагнитное разделение изотопов);
  - Новоуральск (Свердловск-44), Свердловская область — Уральский электрохимический комбинат (газодиффузионное обогащение урана), НПО «Центротех»[7] (созданное на базе 6 организаций, в том числе расположенных в Новоуральске предприятий «Уралприбор», «Новоуральский научно-конструкторский центр» и «Уральский завод газовых центрифуг»[8]);
  - Озёрск (Челябинск-40), Челябинская область — химкомбинат «Маяк» (переработка и хранение облучённого ядерного топлива и радиоактивных отходов, производство плутония);
  - Саров (Арзамас-16), Нижегородская область — Всероссийский научно-исследовательский институт экспериментальной физики (разработка ядерных боеприпасов);
  - Северск (Томск-7), Томская область — Сибирский химический комбинат (производство плутония и урана-235, разделение изотопов);
  - Снежинск (Челябинск-70), Челябинская область — Всероссийский научно-исследовательский институт технической физики имени академика Е. И. Забабахина (разработка ядерных боеприпасов);
  - Трёхгорный (Златоуст-36), Челябинская область — Приборостроительный завод Росатома (производство ядерных боеприпасов).
- Три ЗАТО, созданных в целях обеспечения функционирования объектов Государственной корпорации по космической деятельности «Роскосмос»:
  - Звёздный городок (Московская область) — Федеральное государственное бюджетное учреждение «Научно-исследовательский испытательный центр подготовки космонавтов имени Ю. А. Гагарина»;
  - Солнечный (Тверская область) — филиал Научно-производственного центра автоматики и приборостроения имени академика Н. А. Пилюгина, завод «Звезда»[9];
  - Циолковский (Амурская область) — космодром «Восточный».
- Одно ЗАТО, созданное в целях обеспечения функционирования объектов Министерства промышленности и торговли Российской Федерации:
  - Радужный (Владимирская область) — Государственный лазерный полигон «Радуга»[10];
- ЗАТО, созданные в целях обеспечения функционирования объектов Министерства обороны Российской Федерации:
  - Четырнадцать ЗАТО, созданных в целях обеспечения функционирования объектов Ракетных войск стратегического назначения:
    - Власиха (Московская область) — Главный штаб РВСН;
    - Восход (Московская область) — Ордена Красной звезды Центр связи РВСН[11];
    - Горный (Забайкальский край) — ныне расформированная 4-я ракетная Харбинская дивизия РВСН;
    - Звёздный (Пермский край) — ныне расформированная 52-я ракетная Тарнопольско-Берлинская дивизия РВСН;
    - Знаменск (Астраханская область) — Государственный центральный межвидовой полигон Министерства обороны Российской Федерации[12];
    - Комаровский (Оренбургская область) — Ясненское ракетное соединение (13-я ракетная Краснознамённая дивизия)[13];
    - Молодёжный (Московская область) — 142-й приёмный узел связи, 176-й центр спутниковой связи;
    - Озёрный (Тверская область) — Бологоевское ракетное соединение (7-я гвардейская Краснознамённая Режицкая ракетная дивизия)[14];
    - Первомайский (Кировская область) — Юрьянское ракетное соединение (8-я Мелитопольская Краснознамённая ракетная дивизия)[15];
    - Светлый (Саратовская область) — Татищевское ракетное соединение (60-я Таманская ракетная ордена Октябрьской революции Краснознамённая дивизия)[16];
    - Свободный (Свердловская область) — Тагильское ракетное соединение (42-я ракетная дивизия)[17];
    - Сибирский (Алтайский край) — Барнаульское ракетное соединение (35-я ракетная Краснознамённая орденов Кутузова и Александра Невского дивизия)[18];
    - Солнечный (Красноярский край) — Ужурское ракетное соединение (62-я Краснознамённая ракетная дивизия)[19];
    - Уральский (Свердловская область) — 21-й арсенал.

  - Семь ЗАТО, созданных в целях обеспечения функционирования объектов Военно-Морского Флота:
    - Александровск (Мурманская область) (включает три города — Гаджиево, Полярный (административный центр ЗАТО), Снежногорск и три посёлка) — объекты Северного флота;
    - Видяево (Мурманская область) — объекты Северного флота;
    - Вилючинск (Камчатский край) — объекты Тихоокеанского флота;
    - Заозёрск (Мурманская область) — объекты Северного флота;
    - Островной (Мурманская область) — объекты Северного флота;
    - Североморск (Мурманская область) — объекты Северного флота;
    - Фокино (Приморский край) — объекты Тихоокеанского флота.

  - Два ЗАТО, созданные в целях обеспечения функционирования объектов Воздушно-космических сил:
    - Краснознаменск (Московская область) — Главный испытательный космический центр Министерства обороны Российской Федерации им. С. Титова (ГИКЦ)[20]
    - Мирный (Архангельская область) / космодром Плесецк — 1-й Государственный испытательный космодром Министерства обороны Российской Федерации (Космодром «Плесецк»).
- Одно прочее ЗАТО:
  - Межгорье (Белорецк-16), (Республика Башкортостан) — Управление строительства № 30[21].

Существуют планы постепенного уменьшения количества ЗАТО.

### Бывшие ЗАТО
- 5 городов и посёлков Росатома:
  - Лермонтов (Ставропольский край) — ОАО «Гидрометаллургический завод», добыча урановой руды
  - Протвино / Серпухов-7 (Московская область) — Институт физики высоких энергий, недостроенный протон-протонный коллайдер
  - Сергиев Посад-7 / Загорск-7 (Московская область) — Центральный физико-технический институт Министерства обороны РФ[уточнить...]
  - Горный-1 / Чита-47 (Забайкальский край) — горно-обогатительный комбинат
  - Подгорный / Красноярск-35 (Красноярский край) — сейчас входит в состав ЗАТО Железногорск
- 44 ЗАТО Министерства обороны:
  - Военно-морские базы ВМФ России:
    - Большой Камень (Приморский край) — постройка, реконструкция и утилизация атомных подводных лодок[5]
    - Балтийск (Калининградская область) — главная база Балтийского флота[22]
    - Севастополь — военно-морская база ЧФ СССР
    - Северодвинск (Архангельская область) — строительство атомных подводных лодок
    - Бечевинка / Петропавловск-Камчатский-54 (Камчатский край) — бывшая база подводных лодок Тихоокеанского флота;
    - Завойко (Камчатский край) — бывшая база подводных лодок Тихоокеанского флота;
    - Тихоокеанский / Шкотово-17 (Приморский край) — сейчас входит в состав ЗАТО Фокино[23]
    - Домашлино / Шкотово-18 (Приморский край) — сейчас входит в состав ЗАТО Фокино
    - Крым / Шкотово-19 (Приморский край) — сейчас входит в состав ЗАТО Фокино
    - Руднево / Шкотово-20 (Приморский край) — сейчас входит в состав ЗАТО Фокино
    - Аскольд / Шкотово-21 (Приморский край) — сейчас входит в состав ЗАТО Фокино
    - Дунай / Шкотово-22 (Приморский край) — сейчас входит в состав ЗАТО Фокино
    - Разбойник / Шкотово-23 (Приморский край) — сейчас входит в состав ЗАТО Фокино
    - Темп / Шкотово-24 (Приморский край) — сейчас входит в состав ЗАТО Фокино
    - Южнореченск / Шкотово-25 (Приморский край) — сейчас входит в состав ЗАТО Фокино
    - Путятин / Шкотово-26 (Приморский край) — сейчас входит в состав ЗАТО Фокино
    - Абрек / Шкотово-27 (Приморский край) — сейчас входит в состав ЗАТО Фокино
    - Павловск / Шкотово-28 (Приморский край) — сейчас входит в состав ЗАТО Фокино

  - Объекты Ракетных войск стратегического назначения:
    - Большая Картель (Хабаровский край) — приёмный центр ЗГРЛС «Дуга-2»
    - Гудым / Анадырь-1 / Магадан-11 (Чукотка) — подземное хранилище ядерного оружия, база и посёлок ликвидированы к 2002 г.
    - Кедровый / Красноярск-66 (Красноярский край) — 36-я ракетная дивизия РВСН (упраздненa с 1 января 2007 года)[24]
    - Лиан-2 (Хабаровский край) — передающий центр загоризонтной РЛС «Дуга-2»
    - Локомотивный (ранее Солнечный)/Карталы-6 (Челябинская область) — 59-я Карталинская дивизия РВСН
    - Макарово / Ногинск-4 (Московская область) — в/ч 58172, база хранения и снаряжения ракет зенитных ракетных комплексов ПВО С-25 «Беркут»
    - Стройка / Акулово / Кубинка-10 (Московская область) — РЛС «Дунай-3М»
    - Славный / Тула-50 (Тульская область) — в/ч 25851, база по обслуживанию и временному хранению ядерных боеприпасов (ликвидирована в 1998 году)
    - Чернецкое / Чехов-7 / Подольск-20 (Московская область)— в/ч 03863, РЛС «Дунай-3У»
    - Шипунский (Камчатский край) — 17-й дивизион ПВО
    - Ясная / Оловянная-4 (Забайкальский край) — 47-я ракетная дивизия РВСН (упраздненa)[25]

  - Объекты Космических войск:
    - Юбилейный / Болшево-1 (Московская область) — 4-й ЦНИИ Минобороны России, включён в черту Королёва в 2015 году
    - Вулканный / Петропавловск-Камчатский-35 (Камчатский край) — в/ч 42120, упразднена с 1 января 1999 года[26]
    - Дуброво (ранее Стромынь) / Ногинск-9 (Московская область) — в/ч 72175, в/ч 28289, в/ч 41646, в/ч 17205, в/ч 61437 в составе 45-й дивизии контроля космического пространства (статус ЗАТО утратил в апреле 2012 года[27])

  - Производство и испытания биологического оружия и средств защиты:
    - Восточный (Кировская область) — отделение московского Института прикладной биохимии
    - Кольцово (Новосибирская область) — Государственный научный центр вирусологии и биотехнологии «Вектор» (НИИ молекулярной биологии)
    - Лёвинцы / Киров-200 (Кировская область) — завод НИИ микробиологии МО РФ
    - Любучаны (Московская область) — Институт инженерной иммунологии
    - Оболенск (Московская область) — Институт прикладной микробиологии (п/я В-8724)

  - Ядерно-техническое обеспечение и безопасность:
    - Звездный / Нальчик-20 (Республика Кабардино-Балкария) — обслуживал арсенал 12-го Главного управления МО СССР

  - Военная связь:
    - Алачково / Чехов-2 (Московская область) — основной командный пункт МО СССР
    - Ваулово / Чехов-3 (Московская область) — объект «Лесхоз», резерв ГУК[расшифровать];
    - Кузнецк-12 (Пензенская область) — в/ч 45108 30 ОУЭСО[расшифровать]
    - Приокск / Ступино-7 (Московской области) — упразднено с 1 января 1999 года[26]

  - Военное строительство:
    - Венюково / Ровки / Чехов-4 (Московская область) — 9-е Центральное управление МО, в/ч 14152

  - Разработка химического оружия и методов защиты от него:
    - Шиханы (Саратовская область) — филиал Государственного научно-исследовательского института органической химии и технологии «Шиханы»[28] — статус утратил силу[29]
    - Михайловский (Саратовская область) — промышленный объект по уничтожению химического оружия[30]

### «Закрытые для иностранцев» города
Не имели статус ЗАТО, но их посещение иностранцами было запрещено или ограничено:
1. Арзамас (Нижегородская область) — разработка и производство авионики, колёсной бронированной техники; близ Арзамаса-16
2. Балашиха (Московская область) — связь, многочисленные военные объекты в окрестностях города
3. Балтийск (Калининградская область) — военная база Дважды краснознамённого Балтийского флота
4. Владивосток — многочисленные подразделения Тихоокеанского флота
5. Горький (ныне Нижний Новгород) — авиастроение, судостроение, крупное машиностроение, производство оружия и боеприпасов
6. Дзержинск (Нижегородская область) — производство химического оружия и взрывчатых веществ
7. Дубна (Московская область) — Объединённый институт ядерных исследований
8. Дудинка (кроме порта Дудинка) — посещение иностранными гражданами (в том числе гражданами Белоруссии) с 25 ноября 2001 года возможно только по разрешению властей[31], до этого в течение 10 лет (с 1991 года) въезд для иностранцев был свободный
9. Жуковский (Московская область) — ЦАГИ, аэродром Лётно-исследовательского института
10. Зеленоград (с 1987 года в черте Москвы) — предприятия НПО «Научный центр» по разработке и выпуску электроники и микроэлектроники
11. Златоуст (Челябинская область) — массовое производство вооружения
12. Ижевск (Удмуртия) — массовое производство вооружения
13. Калининград (ныне Королёв) (Московская область) — РКК «Энергия» и другие предприятия космической отрасли
14. Камбарка (Удмуртия) — ныне уничтоженные склады химического оружия
15. Киров — предприятия военно-промышленного комплекса, Институт микробиологии МО РФ
16. Краснокаменск (Забайкальский край) — добыча урана
17. Красноярск — многочисленные объекты военно-промышленного комплекса, включая производство взрывчатых веществ, производство станций спутниковой и тропосферной связи; близость Красноярска-26, Красноярска-45, Красноярской РЛС (типа 90Н6 «Дарьял-У»)
18. Кронштадт — база Балтийского флота (открыт в 1993 году, включён в состав большого Санкт-Петербурга)
19. Куйбышев (ныне Самара) — Ракетно-космический центр «Прогресс», авиационный завод № 18 и другие предприятия авиационно-космической отрасли
20. Магадан — золотодобыча
21. Миасс (Челябинская область) — разработка ракетно-космической техники, производство датчиков, систем контроля, инерциальных навигационных систем, компонентов ракетных систем;
22. Норильск — посещение иностранными гражданами (в том числе гражданами Белоруссии) с 25 ноября 2001 года возможно только по разрешению властей[31], до этого в течение 10 лет (с 1991 года) въезд для иностранцев был свободный
23. Оленегорск (Мурманская область) — система предупреждения о ракетном нападении, РЛС «Днестр-М»
24. Омск — ракетостроение, танкостроение, авиационная промышленность
25. Пермь — предприятия оборонно-промышленного комплекса (Мотовилихинские заводы, пороховой завод)
26. Печора (Республика Коми) — система предупреждения о ракетном нападении, РЛС «Дарьял»
27. Подольск (Московская область) — центр атомных исследований и атомного машиностроения (ОКБ «Гидропресс», Машиностроительный завод «ЗиО-Подольск», ФГУП «НИИ НПО „Луч“»).
28. Рыбинск (Ярославская область) — авиадвигателестроение, среднее машиностроение, военное приборостроение и судостроение
29. Саратов — авиастроение, военное приборостроение, полигон испытания химического оружия
30. Северодвинск — предприятия военного судостроения
31. Свердловск (ныне Екатеринбург) — крупное и химическое машиностроение (в том числе производство самоходных артиллерийских установок), производство оружия и боеприпасов, военное и космическое приборостроение; близость Свердловска-44
32. Советская Гавань — многочисленные подразделения Тихоокеанского флота
33. Сосновый Бор (Ленинградская область) — Ленинградская атомная электростанция, Научно-исследовательский технологический институт им. А. П. Александрова, Ленинградский филиал Предприятия по обращению с радиоактивными отходами «РосРАО», НИИ оптико-электронного приборостроения, погранзона вокруг города, связанная с близостью государственной границы и нейтральных вод
34. Томск — предприятия оборонно-промышленного комплекса, близость Томска-7 (Северска)
35. Торжок — выполнявший заказы Министерства обороны вагоностроительный завод
36. Уфа — Уфимское приборостроительное производственное объединение (авиационное и космическое приборостроение)
37. Челябинск — многочисленные заводы оборонно-промышленного комплекса, в том числе Челябинский тракторный завод (производство танков)
38. Чехов (Московская область) — рядом с городом находится высокозащищённый комплекс сооружений Генштаба ВС РФ
39. Электросталь — заводы оборудования для атомной промышленности

## Закрытые города в других странах бывшего СССР
Кроме ЗАТО в России, существуют (или ранее существовали) закрытые города и в других странах постсоветского пространства.

### Азербайджан
Бывшие:
- Габала-2 — система предупреждения о ракетном нападении, РЛС «Дарьял» (428-й Отдельный радиотехнический узел СПРН, в/ч 30765)

### Беларусь
Бывшие:
- Вилейка — 43-й узел связи ВМФ России
- Ганцевичи — система предупреждения о ракетном нападении, РЛС «Волга»
- Заречье / Гомель-30 — бывший военный городок ракетной части, сейчас женская колония ИК-24
- Новоколосово / Столбцы-2 (Столбцовский район) — бывший военный городок в/ч 25819 (25-й арсенал РВСН), сейчас центр сельсовета
- Поставы / Поставы-2 — штаб 32-й ракетной дивизии РВСН и 346-й ракетный полк этой дивизии, в/ч 14153

### Казахстан
Следующие населённые пункты временно закрыты для посещения иностранными гражданами:
- город Байконур/Байконыр (Ленинск) — комплекс «Байконур» (включающий одноимённый космодром и город)
- Кармакшинский и Казалинский районы Кызылординской области
- город Приозёрск Карагандинской области — бывший 10-й государственный научно-исследовательский полигон систем ПРО (Сары-Шаган) с системой СПРН и 3-й научно-исследовательский полигон (НИП-3) Военно-космических сил РФ, позже переименованный в 44-й отдельный контрольно-испытательный комплекс (ОКИК-44)
- посёлок Гульшат и город Балхаш-9 Карагандинской области — система предупреждения о ракетном нападении — РЛС «Днепр» (на боевом дежурстве)
- посёлок городского типа Гвардейский (Жамбылская область) — бывший Научно-исследовательский сельскохозяйственный институт, занимавшийся разработкой биологического оружия;
- посёлок Рославль (Рославльский; теперь Матибулак), расположенный на границе Алматинской и Жамбылской областей
- Бокейординский и Жангалинский районы Западно-Казахстанской области
- железнодорожный разъезд Кульжабасы (в 10 км от станции Отар)

Закрытый статус снят:
- Алма-Ата — производство биологического оружия (резервный биокомбинат по производству сибирской язвы и других биологических агентов)[33]
- Степногорск / Целиноград-25, Макинск-2 (Акмолинская область Казахстана) — завод «Биомедпрепарат» (производство биологического оружия)
- Курчатов / Семипалатинск-21, Берег (Восточно-Казахстанская область) — административный и научный центр Семипалатинского полигона по испытанию ядерного оружия
- Чаган (посёлок) / Семипалатинск-4 (Восточно-Казахстанская область Казахстан) — бывшая авиабаза стратегической авиации СССР
- Эмба-5 — бывший полигон зенитно-ракетных войск и войск ПВО в Актюбинской области
- Аральск-5 («Урал»)
- Аральск-6 («Чайка» и «Берёзка») — Отдельная опытно-испытательная база РВСН (в/ч 41167)

### Кыргызстан
Существующие:
- Каракол — испытательная база противолодочного торпедного оружия
- Кара-Балта (Чалдовар) — 338-й узел связи ВМФ «Марево» (станция «Прометей»)

Бывшие:
- Майлуу-Суу — добыча и обогащение урановой руды

### Латвия
Бывшие:
- Елгава — база истребителей-перехватчиков
- Залите — ракетно-пусковой комплекс
- Инчукалнс — передающий радиоцентр
- Ирбене/Вентспилс-8 — станция космической разведки «Звезда»
- Кекава — ракетный комплекс «Двина»
- Лигатне — командно-разведывательный центр
- Лиепая — военно-морская база
- Лиу — 14-я дивизия ПВО
- Муцениеки — сбор и обработка информации о воздушных целях (объекты «Арка» и «Протон»)
- Рае — 3-й зенитный ракетный дивизион 14-й дивизии ПВО
- Сигулда — объект «535 Искра» (бункер правительственной связи)
- Скрунда — система предупреждения о ракетном нападении — РЛС «Дарьял» — закончена в 1991 году, передана Латвии и 4 мая 1995 года взорвана
- Тервете — ракетно-пусковой комплекс
- Ундва — 14-я дивизия ПВО
- Цекуле — склады боеприпасов

### Молдавия
Бывшие:
- Колбасна — арсенал бывшей 14-й гвардейской общевойсковой армии

### Таджикистан
Существующие:
- Нурек в районе кишлака Ходжарки — система предупреждения о ракетном нападении, оптико-электронный комплекс «Окно» (на боевом дежурстве)

Бывшие:
- Чкаловск (ныне Бустон) — добыча и обогащение урановых руд.

### Узбекистан
Существующие:
- Карши-Ханабад — военный аэродром

Бывшие:
- Кантубек (Аральск-7) — до 1992 года Полевая научно-исследовательская лаборатория, проводившая испытания биологического оружия

### Украина
Бывшие:
- Отдельный радиотехнический узел «Берегово», вблизи д. Пестрялово и Мукачево — система предупреждения о ракетном нападении, РЛС «Днепр» (на боевом дежурстве)
- Макаров-1 (близ Белой Криницы, Радомышльский район) — гарнизон ракетных войск, с 2012 года — пгт Городок Радомышльского района
- Чернобыль-2 — ЗГРЛС «Дуга-2» — приемная часть
- Любеч-1 — ЗГРЛС «Дуга-2» — передающая часть;
- Калиновка (Жовтневый район) — ЗГРЛС «Дуга-1» — испытательный узел, приёмная часть
- Луч (Жовтневый район) — ЗГРЛС «Дуга-1» — испытательный узел, передающая часть
- Узин — бывшая авиабаза стратегической авиации СССР
- Днепр — Южмаш, КБ Южное — комплекс по разработке и производству ракет, Днепровский машиностроительный завод (ДМЗ) — разработка РЛС, систем ПРО
- Жёлтые Воды (Днепропетровская область) — добыча и переработка урановой руды
- Вилково (Одесская область)
- Житомир-21 (Житомирский район)
- Кировоград-25, в/ч 14427, выполнявшая задание по ядерно-техническому обеспечению ВС СССР
- Умань (Черкасская область)
- Первомайск (Николаевская область)
- Каменец-Подольский (Хмельницкая область)

### Эстония
Бывшие:
- Эмари[эст.] — аэродром морской авиации, посёлок городского типа для лётчиков, аэродромного персонала и их семей. полк, в/ч 21180, Сууркюла, Аэродром Эмари «Вязовка»
- Палдиски — учебный центр атомных подводных лодок
- Хара — база по размагничиванию советских подводных лодок и военный порт
- Силламяэ — завод по обогащению урана, полученного из диктионемовых сланцев, позже производство редких металлов — тантала и ниобия (завод «Силмет»)
- Рохунеэме — база ракет С-75
- Кейла-Йоа — база ракет С-200